# Julesburg (Colorado)
Julesburg település az Amerikai Egyesült Államok Colorado államában, Sedgwick megyében, melynek megyeszékhelye is. Lakosainak száma 1307 fő (2020. április 1.).

## Népesség
A település népességének változása:

| 2010 | 1 225 |
| 2020 | 1 307 |